# سگ‌ماهی سوزنی
سگ‌ماهی سوزنی (نام علمی: Centrophorus acus) نام یک گونه از تیره میان‌ربایندگان است.